# Море ступеней

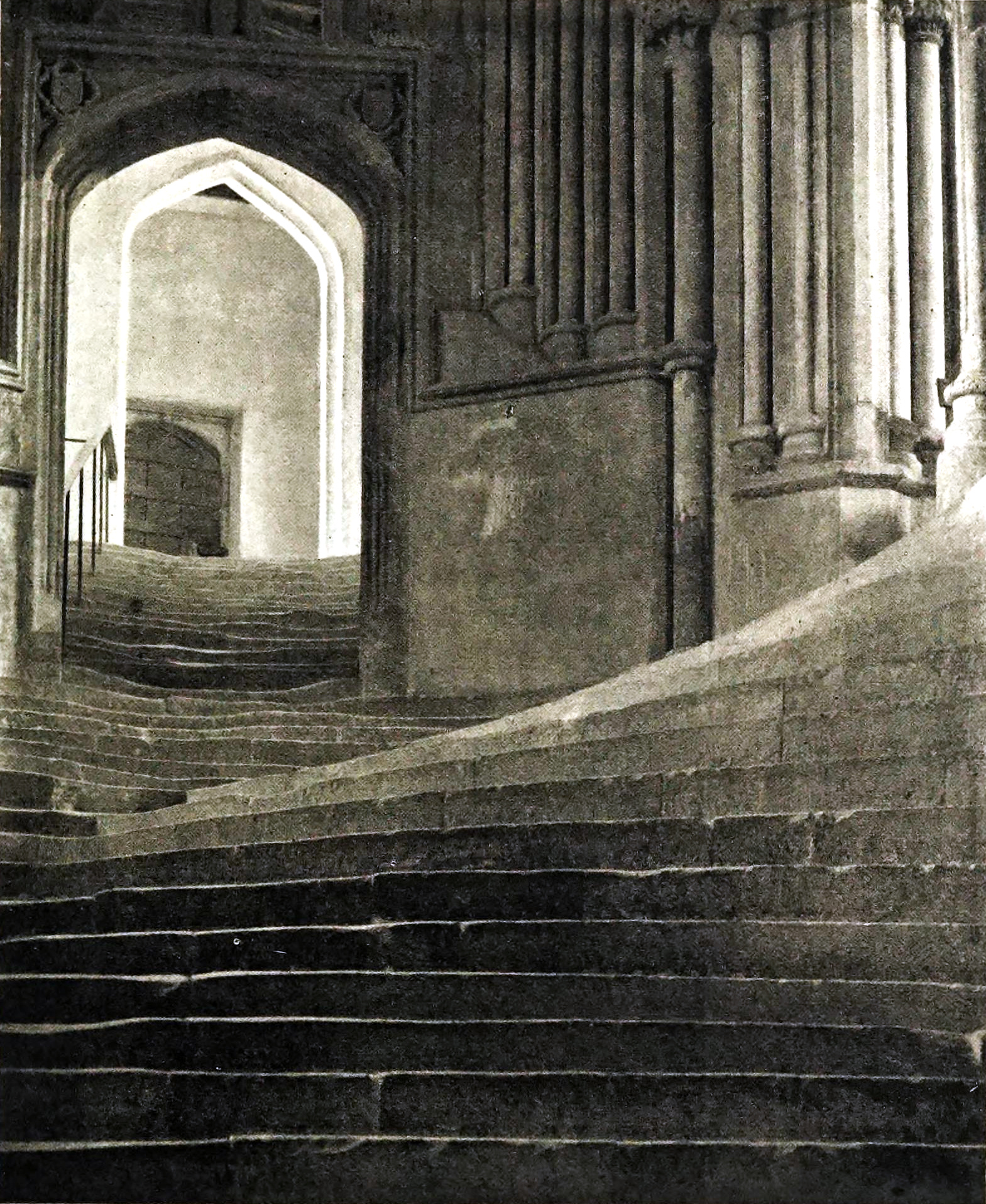
Фредерик Генри Эванс. «Море ступеней», 1903

«Море ступеней», название полностью: «Море ступеней. Лестница, ведущая к капитулу и переходу к улице Викарс Клоуз, Собор в городе Уэллсе» (англ. A Sea of Steps;  «A Sea of Steps» — Wells Cathedral, Stairs to Chapter House and Bridge to Vicar's Close) — чёрно-белая фотография британского фотографа Фредерика Генри Эванса, созданная в 1903 году. На ней в символистско-христианском духе запечатлены элементы лестницы и интерьера англиканского Уэлского собора в городе Уэлс, Англия, представшие словно морские волны во время прибоя.

## История
Фредерик Генри Эванс прославился в первую очередь как фотограф пейзажей и архитектурных сооружений, в частности соборов. В 1890 году он опубликовал свои снимки британских церквей, в 1896 году — церквей Франции. Увлекался религиозной философией, читал теософскую литературу. Значительное влияние на его творчество оказала традиционная христианская иконография. Предметом его особого интереса были спиралевидные формы, что среди прочего было вызвано совместной работой с искусствоведом и писателем Теодором Андреа Куком (Theodore Andrea Cook), автором «Кривые жизни» (The Curves of Life; 1914), где была опубликована фотография Эванса, на которой изображена лестница Линкольнского собора (1898).
Для метода работы Эванса характерно кропотливое изучение интерьеров, тщательный выбор точки съёмки и естественного освещения. В своих «архитектурных этюдах», которые он сам называл «стихами в камне», фотограф стремился не просто передать вид строений, но показать их красоту, символизм их образов, донести до зрителя эмоциональную взаимосвязь изображения. В 1903 году Эванс сделал свою самую известную фотографию «Море ступеней», на которой в символистском духе представил лестницу англиканского Уэлского собора в городе Уэлс, графство Сомерсет, Англия — главного храма епископства Бата и Уэлса. По некоторым сведениям, на подготовительные работы у него ушло несколько лет. Эвансом было сделано несколько вариантов фото лестницы. Несколько недель ему понадобилось только для изучения изменения освещения на протяжении дня. Прославившийся снимок был сделан летом 1903 года при помощи излюбленного 48-см объектива-анастигмата фирмы Zeiss на фотоаппарат, производящий снимок на стеклянный негатив. Кадр был произведён с нижней точки круто уходящей вверх лестницы при помощи треноги фотоаппарата, при этом автор направил объектив на сводчатый створ коридора. Такой приём был вызван стремлением подчеркнуть высоту и крутизну вздымающихся вверх ступеней, что обеспечило изобразительный эффект, при котором элементы лестницы стали похожи на морские волны во время прибоя.

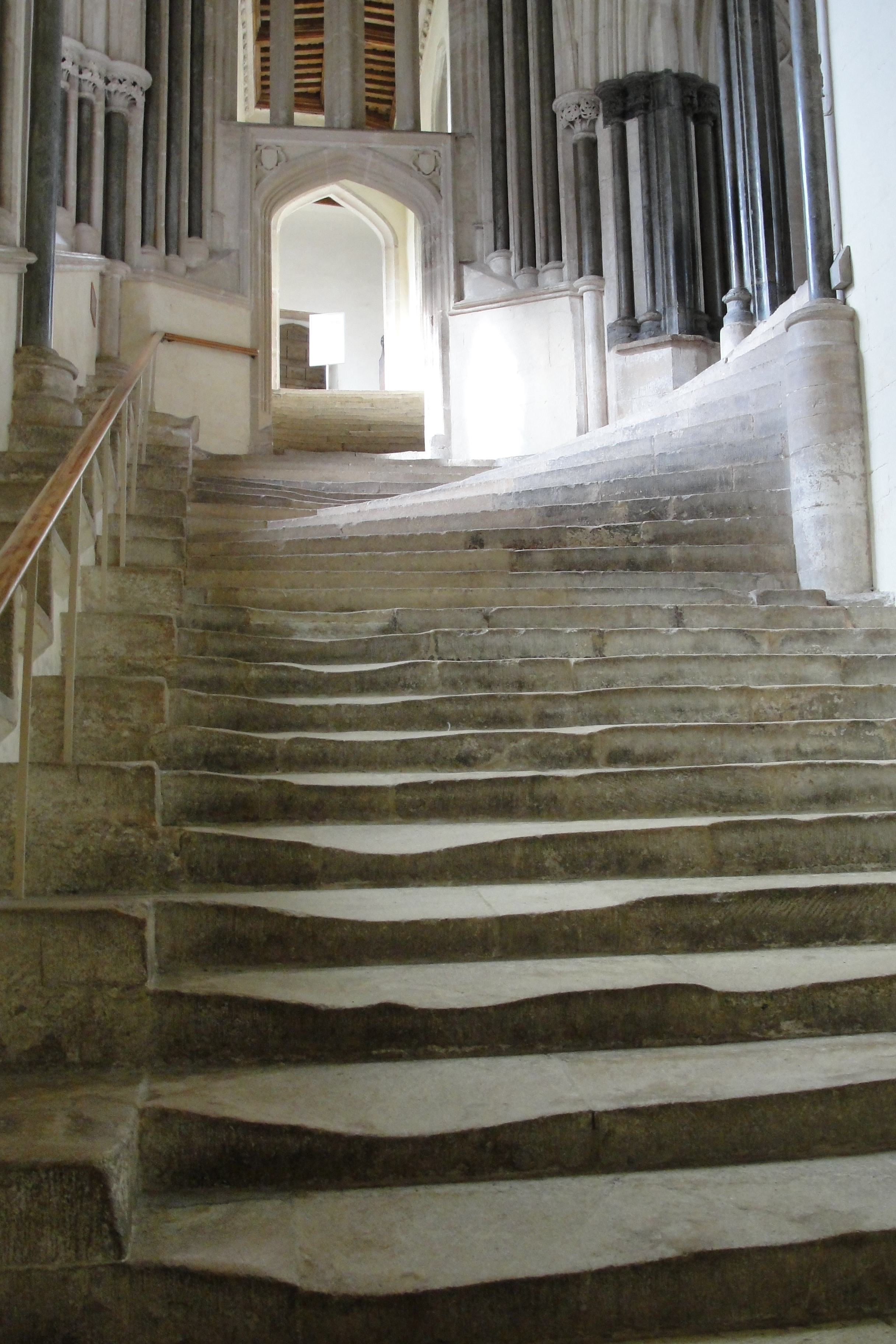
Современное фото

Сам автор описывал полученный результат следующим образом: «Лестница имеет крутой подъём, а сильный износ в верхних сегментах, ведущих в коридор, показан именно так, как он бросается в глаза зрителю, это настоящее море ступеней. Сотни человеческих ног, взбиравшихся по ним… сделали их похожими на волны, выплёскивающиеся на безмятежный берег». Правый подъём напоминает «огромный вал», который распадается на волны, схожие с теми, которые видны вверху композиции. Также, по его словам, ему скорее удалось достичь «фиксации чувств», чем передачи архитектурного убранства. По его признанию, лестница собора стала самым удивительным объектом из всего, что ему удалось снять. Анн Хаммонд особо выделяла лестничный марш на фотографии, зрительно ведущий к сводчатому своду, единственной опоре «среди впадин и выступов этого волнующегося каменного океана». В правой части показан массив винтовой лестницы, которая, по словам самого Эванса, возвышается «подобно одной гигантской волне». По оценке Хаммонд, фотограф художественными средствами сумел преобразить «камень в бушующее море, а собор в корабль». Также, видимо, в его задачу входило в символистском духе изобразить библейскую концепцию небесной лестницы.
По наблюдению авторов издания «Фотография. Всемирная история», очень важным элементом являются колонны и их основание: «Вместе со ступеньками, светящейся аркой и огромной центральной каменной опорой они кажутся устремлёнными к небу». Для работ Эванса характерно отсутствие людей, но железные перила и истёртые человеческими ногами ступеньки с выбоинами заставляют вспомнить о том количестве прихожан, которые здесь подымались: «…каменные блоки и устремлённые ввысь колонны могут ошеломить даже без интимного человеческого контрапункта».